# Xoridinae
Xoridinae (лат.) — подсемейство паразитических наездников семейства Ichneumonidae  из отряда Перепончатокрылые. Подсемейство насчитывает 4 рода. Личинки — паразиты живущих в древесине жуков и пилильщиков). Встречаются повсеместно.

## Классификация
Мировая фауна включает 4 рода и около 225 видов, в Палеарктике — 4 рода и около 100 видов. Фауна России включает 3 рода и 38 видов наездников-ихневмонид этого подсемейства.

### Список родов
Роды подсемейства Xoridinae
- Aplomerus Provancher, 1886
- Ischnoceros Gravenhorst, 1829
- Odontocolon Cushman, 1942
- Xorides Latreille, 1889